# Cliff Friend
Cliff Friend, född 1 oktober 1893 i Cincinnati, Ohio, död 27 juni 1974 i Las Vegas, Nevada, var en amerikansk sångtextförfattare, kompositör och musiker (piano)